# 大西洋 (陸軍軍人)
大西 洋（おおにし ひろし、1902年（明治35年）1月5日 - 1944年（昭和19年）8月20日）は、大日本帝国陸軍軍人。最終階級は陸軍少将。

## 経歴・人物
香川県出身。1922年（大正11年）7月に陸軍士官学校第34期卒業、同年10月に陸軍砲兵少尉に任官。のち兵科を航空兵科に転じた。
1941年（昭和16年）12月に飛行第62戦隊長（重爆、南方軍、第3飛行集団）に任官し、大東亜戦争に出征。
1942年（昭和17年）10月に白城子陸軍飛行学校教官に転じ、1944年（昭和19年）4月に第8飛行団長（支那派遣軍、第5航空軍）に補任され、同年8月1日に陸軍航空兵大佐に進級。飛行団長として、漢口を拠点とし重慶を中心に戦略爆撃を敢行するが、同月20日に戦死。没後、陸軍少将に特進した。